# Levriero arabo
Il levriero arabo (nome originale: Sloughi) è una razza canina di origine nordafricana riconosciuta dalla FCI (Standard N. 188, Gruppo 10, Sezione 3).